# Wickham (Québec)
Pour les articles homonymes, voir Wickham.
Wickham [wikam] est une municipalité du Québec située dans la MRC de Drummond dans le Centre-du-Québec.

## Histoire
Wickham a vu le jour lors de la disparition de Wheatland. La population créa un nouveau village, le 27 janvier 1864 et le nom de la mission fut Saint-Jean de Wickham. Les pionniers donnaient ce nom en l'honneur d'un village d'Angleterre.

## Géographie
La rivière Saint-Germain, un affluent de la rivière Saint-François, traverse la municipalité du sud au nord en passant à l'est de l'agglomération.
À partir de son crénon, dans le sud-ouest, la rivière Duncan coule vers le nord-ouest.

## Démographie
| 1991  | 1996  | 2001  | 2006  | 2011  | 2016  | 2021  |
| ----- | ----- | ----- | ----- | ----- | ----- | ----- |
| 2 191 | 2 376 | 2 516 | 2 503 | 2 470 | 2 541 | 2 587 |

| Langue              | Population | Pct (%) |
| ------------------- | ---------- | ------- |
| Français seulement  | 2 450      | 99,2 %  |
| Anglais seulement   | 10         | 0,40 %  |
| Français et Anglais | 0          | 0,00 %  |
| Autres langues      | 10         | 0.40 %  |

## Administration
| Wickham Maires depuis 2005                                                                                           |                         |                 |          |
| Élection | Maire                   | Qualité         | Résultat |
| 2005 | Éric Béchard            |                 | Voir     |
| 2009 | Carole Côté             |                 | Voir     |
| 2013 | Carole Côté             | Voir            |          |
| 2017 | Carole Côté             | Voir            |          |
| 2021 | Ian Lacharité           |                 | Voir     |
| mars 2023 | Charles-Antoine Fauteux | Maire suppléant | Voir     |
| avr. 2023 | Michael Côté            | Maire suppléant | Voir     |
| juin 2023 | Luce Daneau             |                 | Voir     |
| Élection partielle en italique Depuis 2005, les élections sont simultanées dans toutes les municipalités québécoises |                         |                 |          |

## Éducation
Il y a une seule école à Wickham. L'École Saint-Jean.

## Attraits
- Le Complexe Art et Découverte de Wickham
- Camping Plage des sources
- Piste cyclable La Campagnarde

## Identification visuelle

### Logo actuel

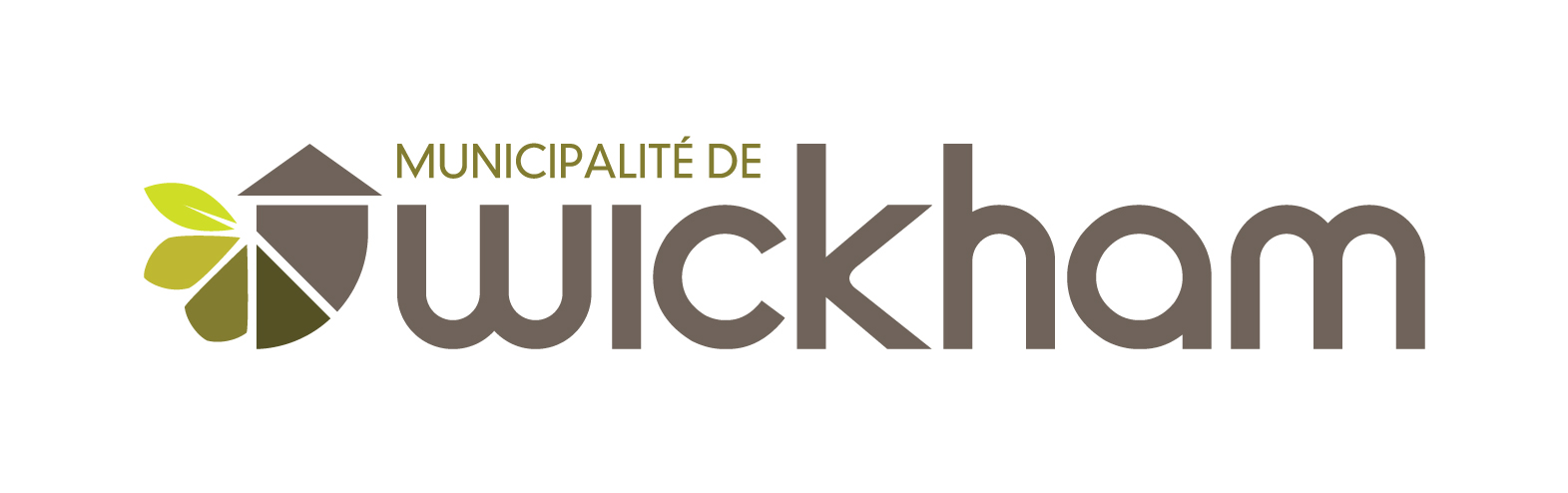
Nouveau logo depuis 2013

« Dynamique et moderne, la nouvelle identité visuelle de la municipalité de Wickham est à l’image de sa population et de ses aspirations.»

### Ancien logo
Logo de la Municipalité de Wickham - 1989 à 2013
Signification : 
- Les limites de la municipalité: avec un fond vert pour indiquer la zone agricole.
- Le milieu urbanisé: le nom de Wickham pour indiquer la zone urbanisée.
- L'agriculture: les épis de blé en moisson or.
- L'industrie: le rouage en acier gris »[7].